# Phyllopodopsyllus mossmani
Phyllopodopsyllus mossmani är en kräftdjursart som beskrevs av T. Scott 1912. Phyllopodopsyllus mossmani ingår i släktet Phyllopodopsyllus och familjen Tetragonicipitidae. Inga underarter finns listade i Catalogue of Life.